# Kościół św. Barbary w Stoszowicach
Kościół świętej Barbary – rzymskokatolicki kościół parafialny należący do parafii pod tym samym wezwaniem (dekanat Ząbkowice Śląskie-Południe diecezji świdnickiej).
Jest to świątynia wzmiankowana w 1283 roku. Oryginalnie była to budowla gotycka, powstała w XV wieku, następnie została gruntownie przebudowana w stylu barokowym około 1763 i w 1781 roku. Kościół jest orientowany, murowany, posiada jedną nawę bez wyodrębnionego prezbiterium. Od strony zachodniej znajduje się wieża wprowadzona do wnętrza nawy. Budowlę nakrywa sklepienie kolebkowe z lunetami na gurtach spływających na przyścienne pilastry. We wnętrzu zachowała się centralna część rzeźbionego gotyckiego tryptyku, powstałego w 2. połowie XV wieku oraz bogate wyposażenie w stylu rokokowym, pochodzące z 2. połowy XVIII wieku.